# Mercedes-Benz Clase CLS (C218)
El C218 Mercedes-Benz CLS es la segunda generación de la gama Mercedes CLS-Class de sedán cupé de cuatro puertas. El modelo comparte el chasis y la mayor parte de la tecnología con el W212 Mercedes Clase E y se fabricó entre 2010 y 2018. Los estilos de carrocería de la gama son:
- sedan de 4 puertas (C218)
- Shooting Brake de 5 puertas (X218)

A diferencia de su predecesor, el C218/X218 CLS se puede elegir con 4MATIC de tracción total en todos los modelos, incluidas las variantes CLS 63 AMG. Mercedes también presentó una nueva versión familiar de cinco puertas a la línea CLS, llamada CLS Shooting Brake.
El Mercedes-Benz CLS-Class (C257) sucedió al C218 CLS-Class en 2018.
El diseño del C218 CLS se basa en el concept car F800 Style presentado por Mercedes-Benz en el Salón del Automóvil de Ginebra de 2009. Es un cupé de cuatro puertas que presenta una nueva interfaz COMAND que utiliza un panel táctil, detalles de diseño inspirados en el Mercedes SLS AMG y puertas traseras corredizas. La versión de producción C218 CLS se presentó públicamente en el Salón del Automóvil de París de 2010 y, al igual que la generación anterior, se basa en la plataforma de la Clase E y utiliza la misma configuración de suspensión trasera multibrazo.

## Estilos de carrocería

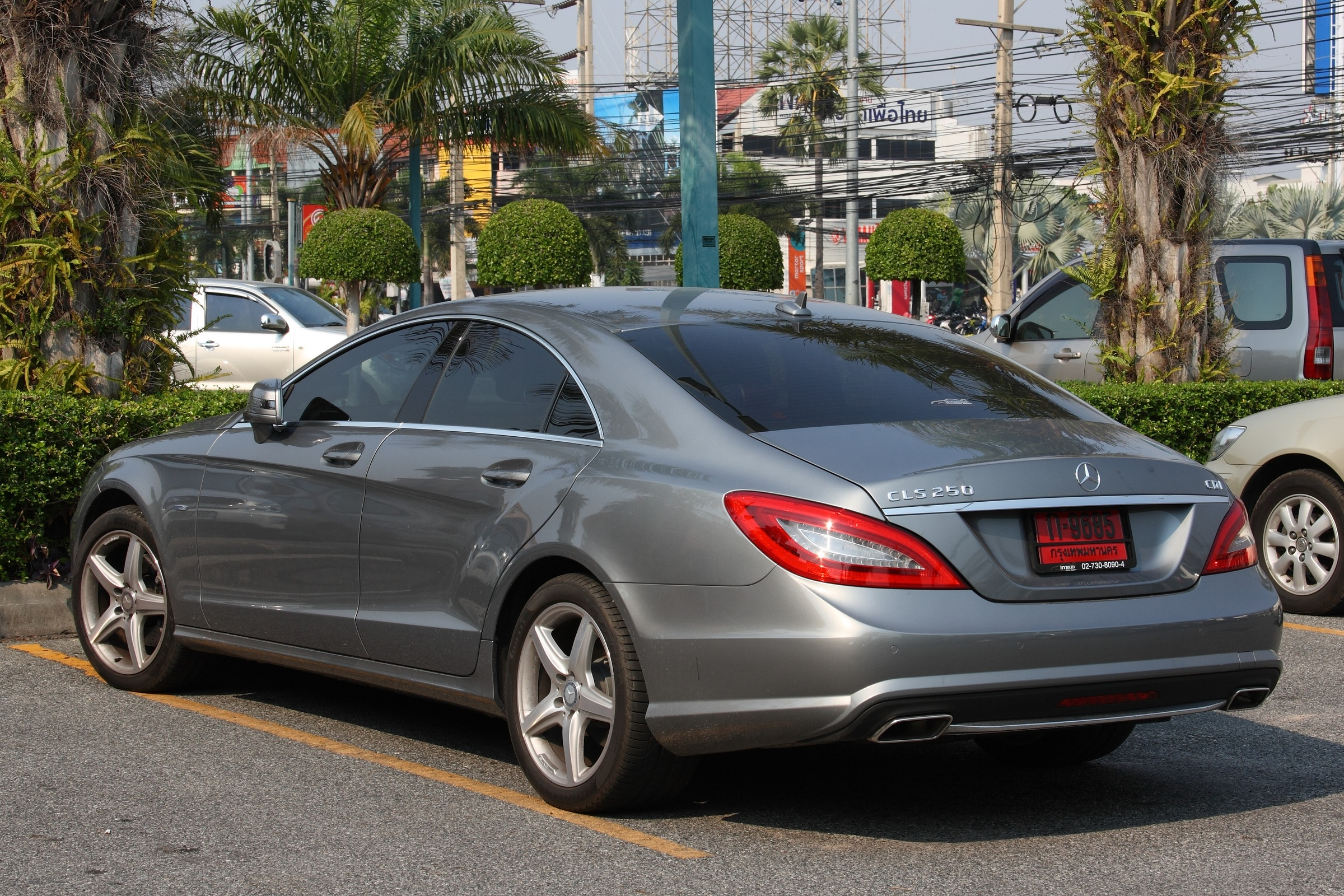
C218 sedán
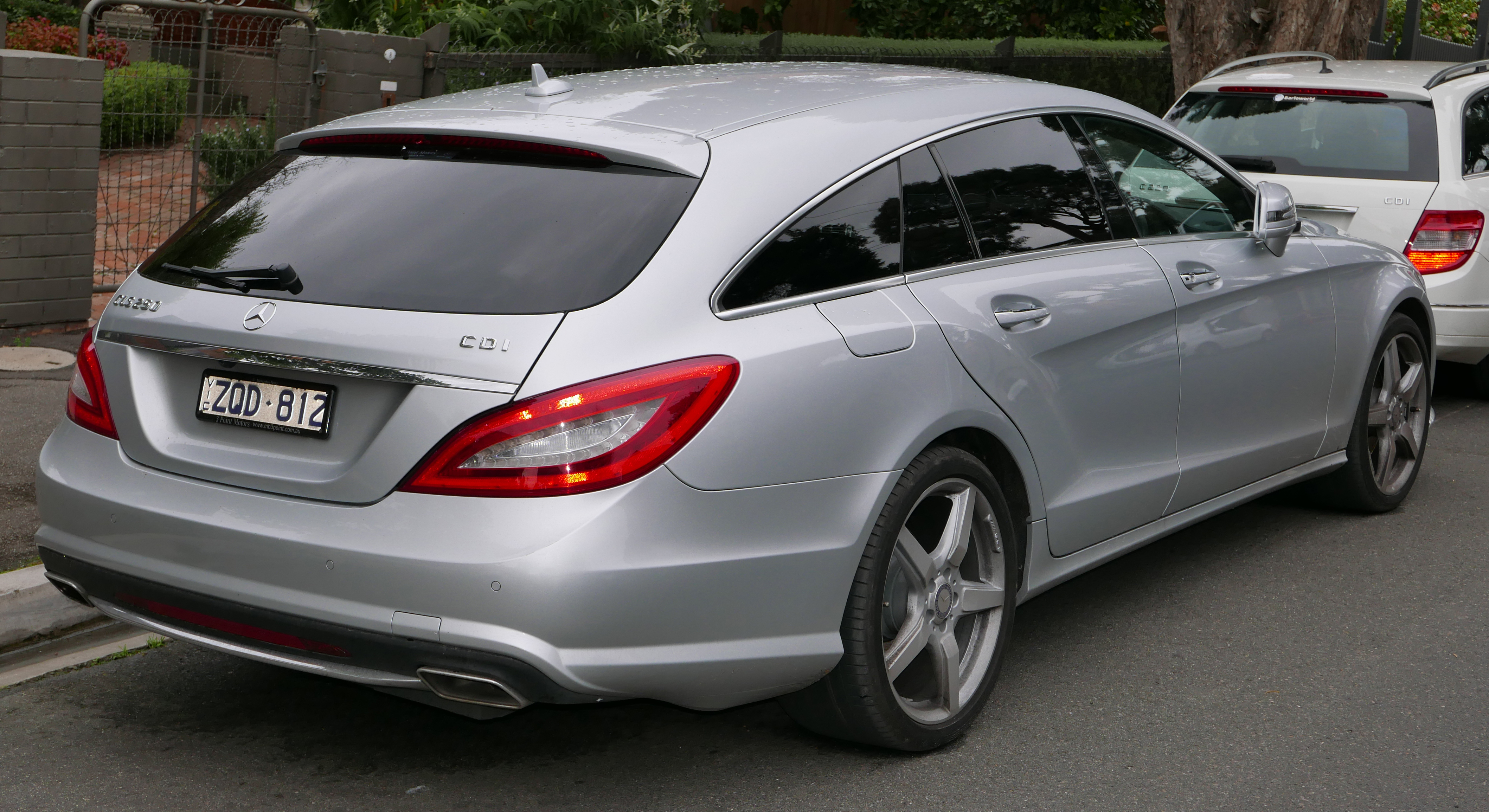
Shooting Brake X218
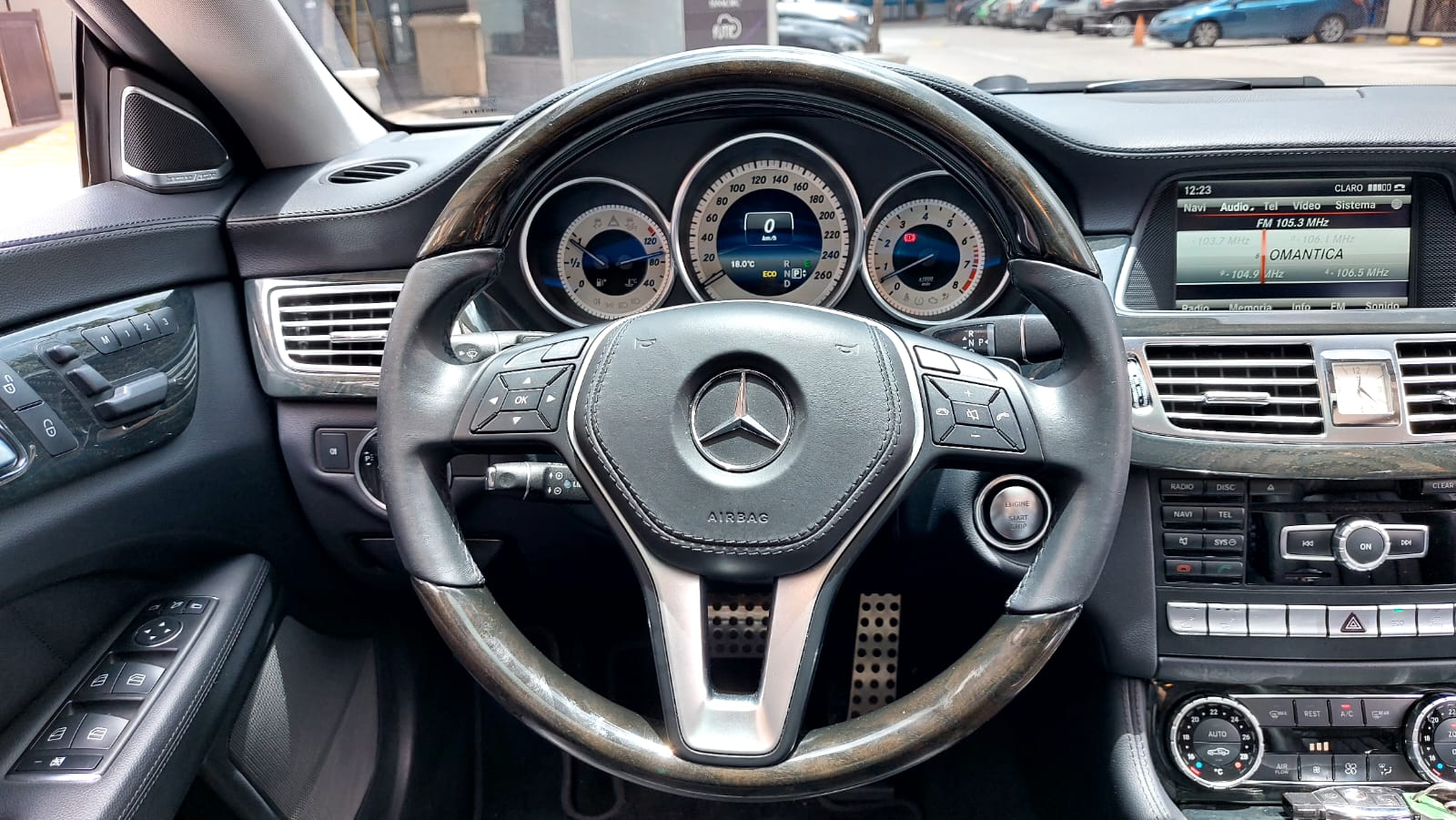
Interior CLS 2014
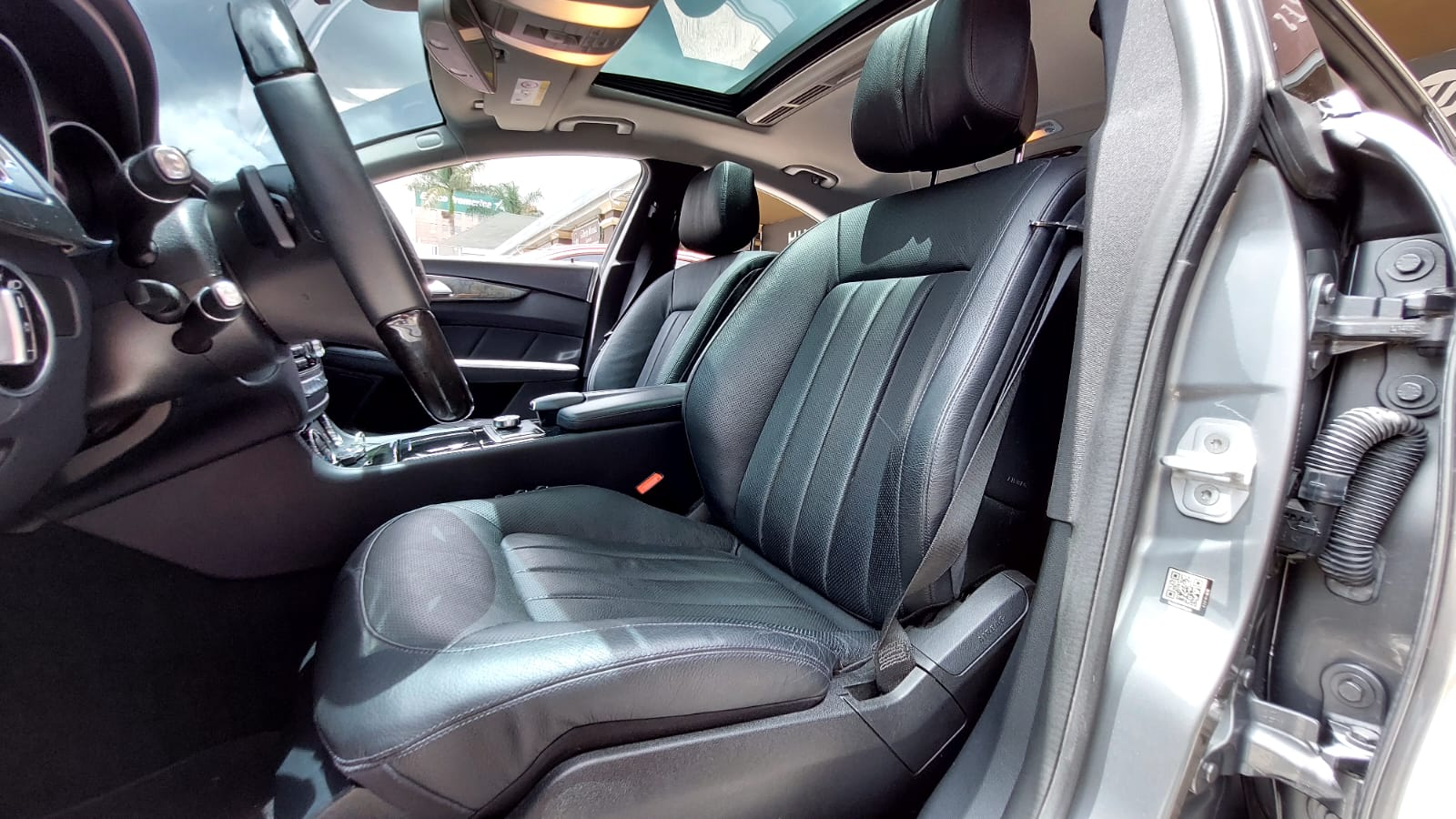
Interior CLS 2014

### Sedán (C218)
La producción comenzó en enero de 2011 y las ventas del modelo 4MATIC comenzaron más tarde en septiembre.

### Shooting Brake (X218)
El CLS Shooting Brake se anunció en junio de 2012 y es una versión familiar del sedán CLS. Se basa en el Concept Shooting Brake presentado en Auto China 2010. Los modelos Shooting Brake salieron a la venta a partir de octubre de 2012 y están disponibles junto con los modelos sedán en variantes con tracción total y AMG. Actualmente no se vende en los Estados Unidos. Es la camioneta de producción en serie más cara del mundo desde el año 1992.

## Equipo
El equipamiento de serie incluye faros bi-xenón, llantas de aleación de 18 pulgadas, climatizador automático bizona, techo corredizo eléctrico y navegación por satélite con disco duro de 10 GB. El equipo de seguridad estándar consta de frenos antibloqueo, control electrónico de estabilidad, reposacabezas activos y 10 bolsas de aire, delanteras, laterales y de rodilla en total. Los modelos CLS también vienen con funciones estándar de detección de fatiga del conductor y sistema de advertencia de cambio de carril. Las opciones disponibles incluyen la suspensión neumática AIRMATIC de Mercedes, el reconocimiento de señales de tráfico y una cámara de marcha atrás junto con el sistema COMAND APS.

## Modelos

### Motores de gasolina
| Modelo                            | Años      | Motor                         | Poder                           | Esfuerzo de torsión                  | 0-100 km/h |
| --------------------------------- | --------- | ----------------------------- | ------------------------------- | ------------------------------------ | ---------- |
| CLS 350 BlueEFFICIENCY            | 2011-2014 | M276 DE35 3.5 L V6            | 225 kW (302 HP) a 6500 rpm      | 370 N·m (273 lb·pie) @ 3500–5250 rpm | 6,1 s      |
| CLS 400                           | 2014-2017 | M276 DE35 AL 3.5 L V6 biturbo | 245 kW (329 HP) @ 5250–6000 rpm | 480 N·m (354 lb·pie) @ 1200–4000 rpm | 5,3 s      |
| CLS 500 BlueEFFICIENCY            | 2011-2014 | M278 DE46 4.7 L V8 biturbo    | 300 kW (402 HP) @ 5000–5750 rpm | 600 N·m (443 lb·pie) a 1600–4750 rpm | 5,2 s      |
| CLS 500                           | 2014-2017 | M278 DE46 4.7 L V8 biturbo    | 300 kW (402 HP) @ 5000–5750 rpm | 600 N·m (443 lb·pie) a 1600–4750 rpm | 4,8 s      |
| CLS 63 AMG                        | 2011-2013 | M157 DE55 5.5 L V8 biturbo    | 386 kW (518 HP) @ 5250–5750 rpm | 700 N·m (516 lb·pie) @ 1700–5000 rpm | 4,4 s      |
| CLS 63 AMG                        | 2013-2017 | M157 DE55 5.5 L V8 biturbo    | 410 kW (550 HP) @ 5250–5750 rpm | 720 N·m (531 lb·pie) @ 1750–5000 rpm | 4,2 s      |
| CLS 63 AMG Paquete de rendimiento | 2011-2013 | M157 DE55 5.5 L V8 biturbo    | 410 kW (550 HP) a 5750 rpm      | 800 N·m (590 lb·pie) @ 2000–4500 rpm | 4,3 s      |
| CLS 63 AMG S                      | 2013-2017 | M157 DE55 5.5 L V8 biturbo    | 430 kW (577 HP) a 5500 rpm      | 800 N·m (590 lb·pie) @ 2000–4500 rpm | 3,6 s      |

### Motores diésel
| Modelo                     | Años      | Motor                        | Poder                           | Esfuerzo de torsión                  | 0-100 km/h   |
| -------------------------- | --------- | ---------------------------- | ------------------------------- | ------------------------------------ | ------------ |
| CLS 220 BlueTEC*           | 2014-2017 | OM651 DE22 2.1 L I4 turbo    | 125 kW (168 HP) a 3000–4200 rpm | 400 N·m (295 lb·pie) a 1400–2800 rpm | 8,3 segundos |
| CLS 250 CDI BlueEFFICIENCY | 2011-2014 | OM651 DE22 2.1 L I4 biturbo  | 150 kW (201 HP) a 4200 rpm      | 500 N·m (369 lb·pie) a 1600–1800 rpm | 7,5 s        |
| CLS 250 BlueTEC*           | 2014-2017 | OM651 DE22 2.1 L I4 biturbo  | 150 kW (201 HP) a 4200 rpm      | 500 N·m (369 lb·pie) a 1600–1800 rpm | 7,5 s        |
| CLS 350 CDI BlueEFFICIENCY | 2011-2014 | OM642 DE30 3.0 L V6 turbo    | 195 kW (261 HP) a 3800 rpm      | 620 N·m (457 lb·pie) a 1600–2400 rpm | 6,2 s        |
| CLS 350 BlueTEC*           | 2014-2017 | OM642 LS DE30 3.0 L V6 turbo | 190 kW (255 HP) a 3400 rpm      | 620 N·m (457 lb·pie) a 1600–2400 rpm | 6,5 s        |

* La designación "d" reemplaza a "BlueTEC" para el año modelo 2015

## CLS 63 AMG

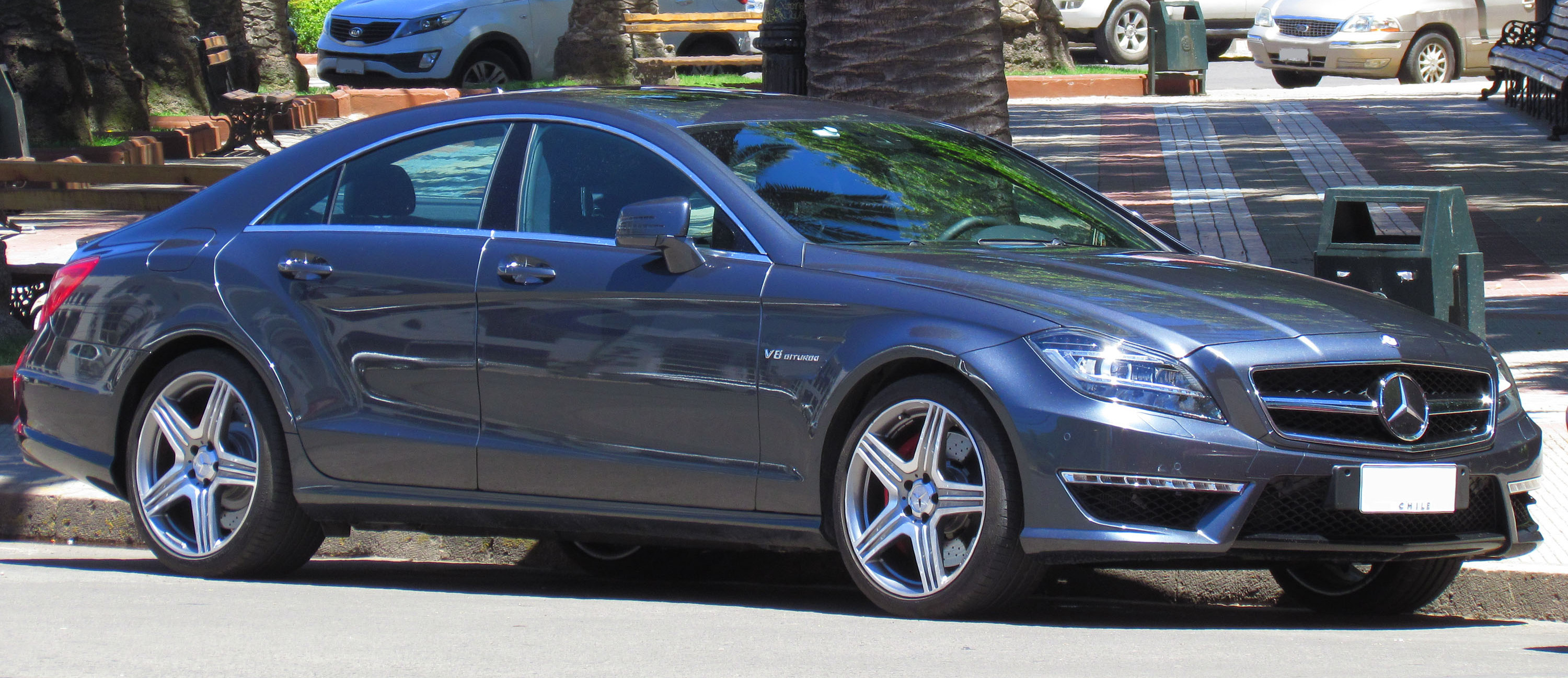
CLS 63 AMG sedán

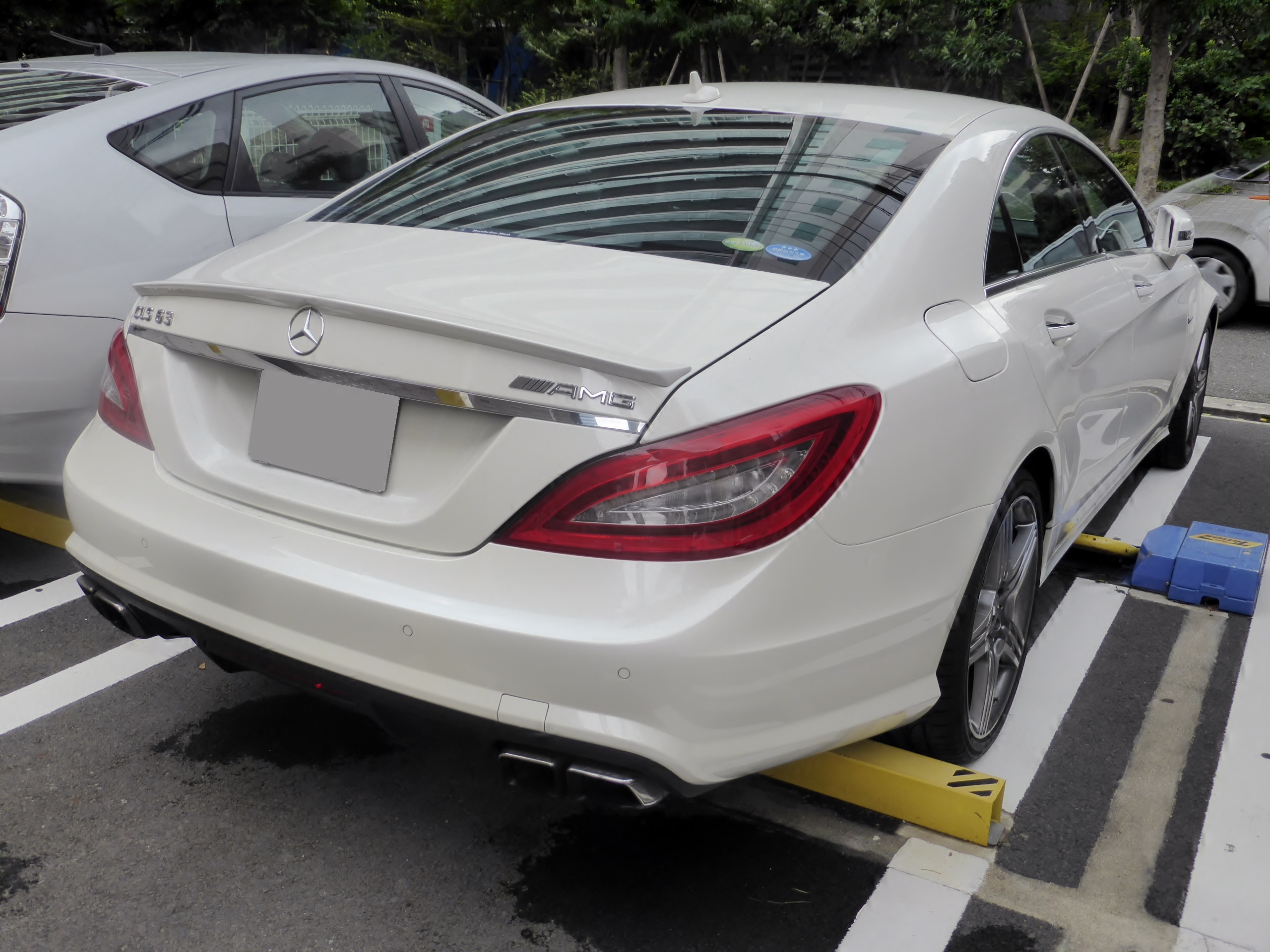
CLS 63 AMG sedán

El CLS 63 AMG es una variante de alto rendimiento del CLS y salió a la venta en marzo de 2011. Cuenta con un V8 biturbo de 5.5 L clasificado en 386 kW (518 HP) y 700 N·m (516 lb·pie). El equipo estándar incluye una transmisión AMG SPEEDSHIFT MCT de 7 velocidades, un 24 mm (1 plg) pista delantera más ancha, 360 más grande discos de freno autoventilados y perforados, sistema de escape deportivo AMG y volante AMG Performance de tres radios con levas de cambio. El CLS 63 AMG está disponible en las variantes sedán y Shooting Brake, así como en configuraciones de tracción trasera o tracción total 4MATIC.
Los modelos de la Edición 1 estuvieron disponibles exclusivamente en el primer año de su lanzamiento al mercado y presentaron aumentos de potencia menores de 29 kW (39 HP) y 100 N·m (74 lb·pie). Otras adiciones incluyen la insignia de la Edición 1, la pintura exterior mate, el cuero designo y una selección de tres molduras interiores exclusivas AMG. También se ofreció por separado un paquete AMG Performance, que presentaba un borde del alerón de fibra de carbono, pinzas de freno rojas y mayores ganancias de rendimiento de 24 kW (32 HP) y 100 N·m (74 lb·pie), lo que resulta en un 0–60 mph (97 km/h) tiempo de 4,1 s.
A partir de abril de 2013, la gama CLS 63 AMG se actualizó para producir ahora 410 kW (550 HP) y 720 N·m (531 lb·pie). El Performance Package también fue reemplazado por el nuevo modelo CLS 63 AMG S, que cuenta con más mejoras de rendimiento y eficiencia, tracción total 4MATIC de serie y un diferencial autoblocante trasero. También está disponible como variante Shooting Brake y se lanzó en junio de 2013.

## Cambios de modelo de año

### 2014 lavado de cara
Se introdujo un lavado de cara para la gama de modelos CLS en 2014.
Los principales cambios son:
- Una fascia delantera rediseñada con una parrilla del radiador con patrón de diamantes (para los modelos con paquete AMG) y nuevos faros led MULTIBEAM antideslumbrantes[32][33]
- Luces traseras en un tono ligeramente más oscuro de rojo
- Cambios en el interior, incluido un nuevo diseño del volante y una pantalla COMAND APS independiente más grande de 8 pulgadas[34]
- Nuevo esquema de nombres de modelos para motores diésel (CLS 350 BlueTEC ahora llamado CLS 350d)
- Introducción de los modelos CLS 400 y CLS 220d, y motor CLS 350d actualizado[35]
- Introducción de la transmisión automática de nueve velocidades 9G-TRONIC en todos los modelos (excepto el CLS 400)[36]

### 2016
- CLS 400 recibe transmisión automática de 9 velocidades

## Cifras de ventas
Al igual que con la generación anterior, los modelos CLS sedán y Shooting Brake se fabrican en Sindelfingen, Alemania .
Las siguientes son las cifras de ventas del C218 CLS solo en Europa:
| Año    | Total  |
| ------ | ------ |
| 2011   | 17,414 |
| 2012   | 12,797 |
| 2013   | 15,139 |
| 2014   | 10,289 |
| 2015   | 12,600 |
| 2016   | 7,803  |
| 2017   | 5,116  |
| Total: | 81,158 |

## Premios
- 2010 Auto Bild 'Premio al volante de oro' [39]
- 2010 Auto Zeitung 'Mejor automóvil del año' (segmento de lujo)[40]
- 2011 auto motor und sport 'Premios Autonis' [41]
- 2011 Automotive Brand Contest 'Best of Best' (categoría exterior)[42]
- Premio de diseño Auto Zeitung 2013 por el CLS Shooting Brake[43]
- 2016 cars.com 'Coche de lujo del año' [44]